# Мотонейрон

Мотонейрон — велика нервова клітина в передніх рогах спинного мозку, довгастого мозку і середнього мозку. Мотонейрони забезпечують моторну координацію і підтримку м'язового тонусу.
Мотонейрони поділяють на 2 групи: гамма-мотонейрони та альфа-мотонейрони.

## Гамма-мотонейрони
Гамма-нейрони іннервують рецептори розтягнення.
Менші за розміром гамма-мотонейрони іннервують інтрафузальним м'язові волокна. Активація гамма-мотонейронів збільшує розтягнення м'язових веретен, тим самим полегшуючи сухожилкові та інші рефлекси, в обхід головного мозку замикаються через альфа-мотонейрони.
Кожен м'яз іннервує кілька сотень альфа-мотонейронів. У свою чергу, кожен альфа-мотонейрон іннервує безліч м'язових волокон — близько двадцяти в зовнішніх м'язах очі і сотні в м'язах кінцівок і тулуба.
У нервово-м'язових синапсах виділяється ацетилхолін.
Аксони периферичних мотонейронів йдуть у складі черепних нервів і передніх корінців спинного мозку. На рівні міжхребцевих отворів передні корінці і задні корінці зливаються, утворюючи спинномозкові нерви. Кілька сусідніх спинномозкових нервів утворюють сплетіння, а потім розгалужується на периферичні нерви. Останні теж неодноразово розгалужуються і іннервують кілька м'язів. Нарешті, аксон кожного альфа-мотонейрона утворює численні розгалуження, іннервуючи багатом'язові волокна.

## Альфа-мотонейрон
Альфа-мотонейрони іннервують волокна скелетної мускулатури і забезпечують м'язове скорочення;
Кожен альфа-мотонейрон отримує прямі збуджуючі глутаматергічні входи від коркових мотонейронів і від чутливих нейронів, що іннервують м'язові веретена. Збуджуючі впливу надходять також до альфа-і гамма-мотонейронів від рухових ядер стовбура мозку і вставних нейронів спинного мозку — як за прямими шляхами, так і з перемиканнями.
Пряме постсинаптичне гальмування альфа-мотонейронів здійснюють клітини Реншоу — Інтернейрони гліцинергічними нейрони. Непряме пресинаптичне гальмування альфа-мотонейронів і непряме пресинаптичне гальмування гамма-мотонейронів забезпечують інші нейрони, що утворюють ГАМК-ергічні синапси на нейронах задніх рогів.
Гальмівну дію на альфа-і гамма-мотонейрони роблять і інші вставні нейрони спинного мозку, а також рухові ядра стовбура мозку.
Якщо переважають збуджуючі входи, група периферичних мотонейронів активується. Спочатку порушуються дрібні мотонейрони. У міру того як сила скорочення м'яза наростає, частота їх розрядів наростає і залучаються великі мотонейрони. При максимальному скороченні м'яза збуджена вся відповідна група мотонейронів.